# Gbonka Tia Martin
Gbonka Tia Martin (...) è un allenatore di calcio ivoriano.

## Carriera
Nel 2000 è stato allenatore della Nazionale ivoriana, guidandola alla Coppa d'Africa.